# Eonodosarioidea
Eonodosarioidea es una superfamilia de foraminíferos cuyos taxones han sido incluidos trandicionalmente en la Superfamilia Geinitzinoidea, del Suborden Fusulinina del Orden Fusulinida. Su rango cronoestratigráfico abarca desde el Givetiense (Devónico medio) hasta el Fameniense  (Devónico superior).

## Discusión
Clasificaciones más recientes incluyen Eonodosarioidea en el Suborden Earlandiina, del Orden Earlandiida, de la Subclase Afusulinana y de la Clase Fusulinata.

## Clasificación
Eonodosarioidea incluye a la siguiente familia:
- Familia Eonodosariidae

También se ha considerado en Eonodosarioidea la siguiente familia:
- Familia Eogeinitzinidae, considerada un sinónimo posterior de la Familia Eonodosariidae